# Audi V8
Audi V8 (произносится «Фау-ахт» или— «Вэ-восемь») —  автомобиль представительского класса, производимый немецкой компанией Audi AG с 1988 по 1994 год. Он был заменён на Audi A8 в 1994 году.

## Описание
Седан Audi V8 выпускался с 1988 года по 1994 год. Предшественником V8 является модель 200. Символы «V8» в названии марки показывают, что Audi V8 оснащён V-образным двигателем, имеющим 8 цилиндров.
В каждом цилиндре Ауди V8 имеется по четыре клапана. Все автомобили Audi V8 выпускались с полным приводом.
Интерьер салона Audi V8 — достаточно просторный, имеет дорогую отделку и выполнен в классических немецких традициях. На полу размещено толстое ковровое покрытие, декоративные вставки из орехового дерева украшают переднюю панель, сиденья обшиты натуральной кожей. Передние сиденья снабжены хорошей боковой поддержкой

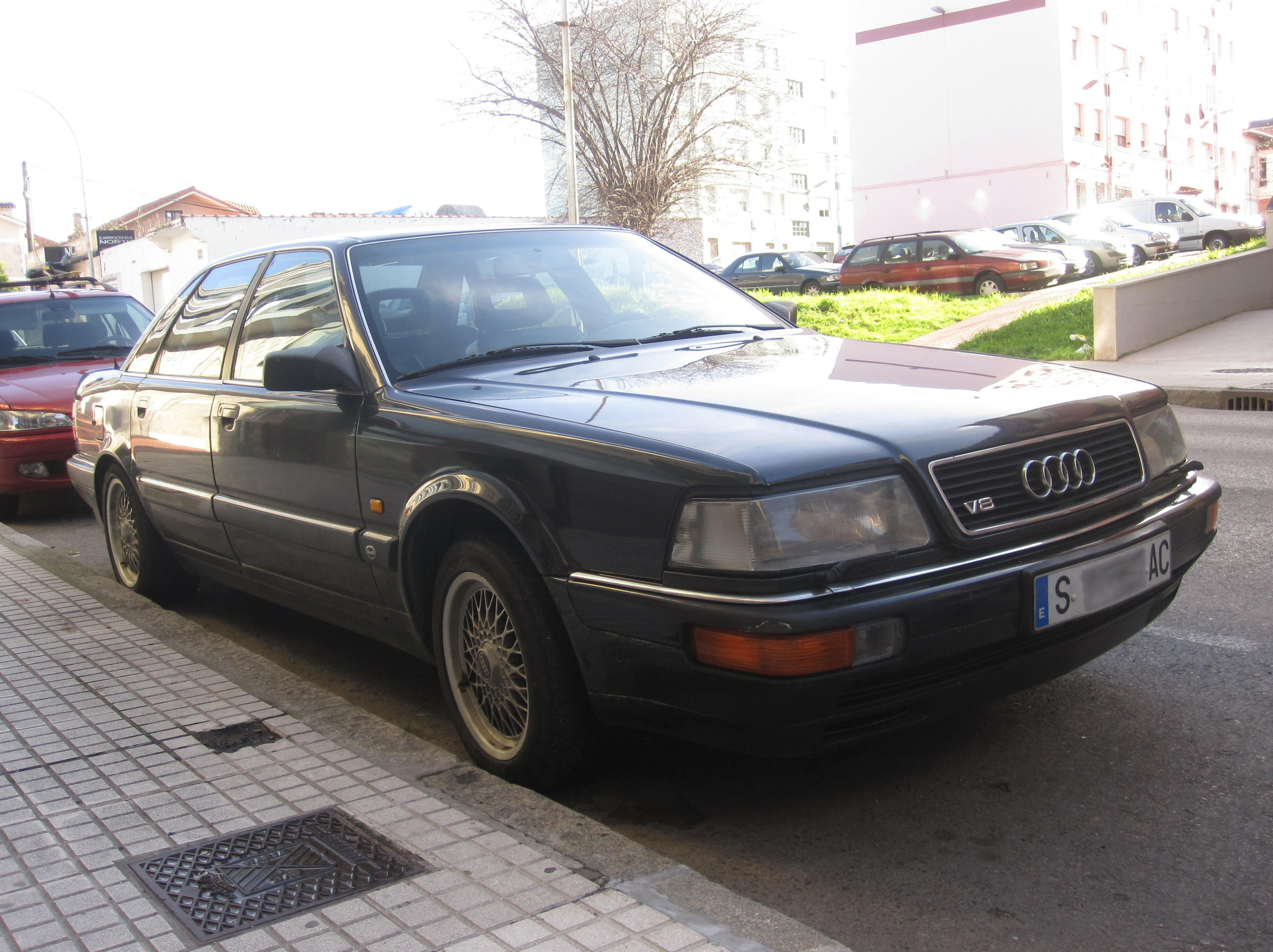
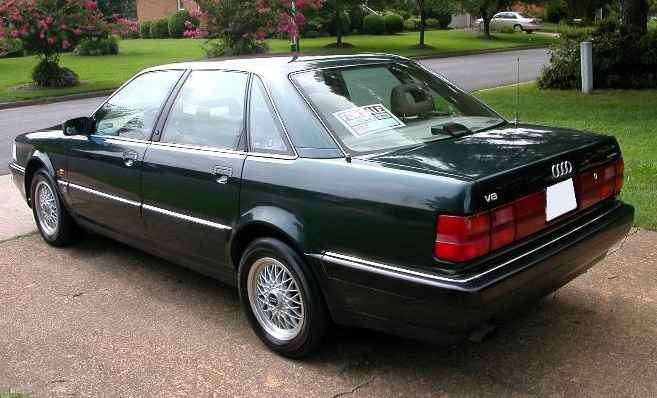
Вид сзади, версия для рынка США
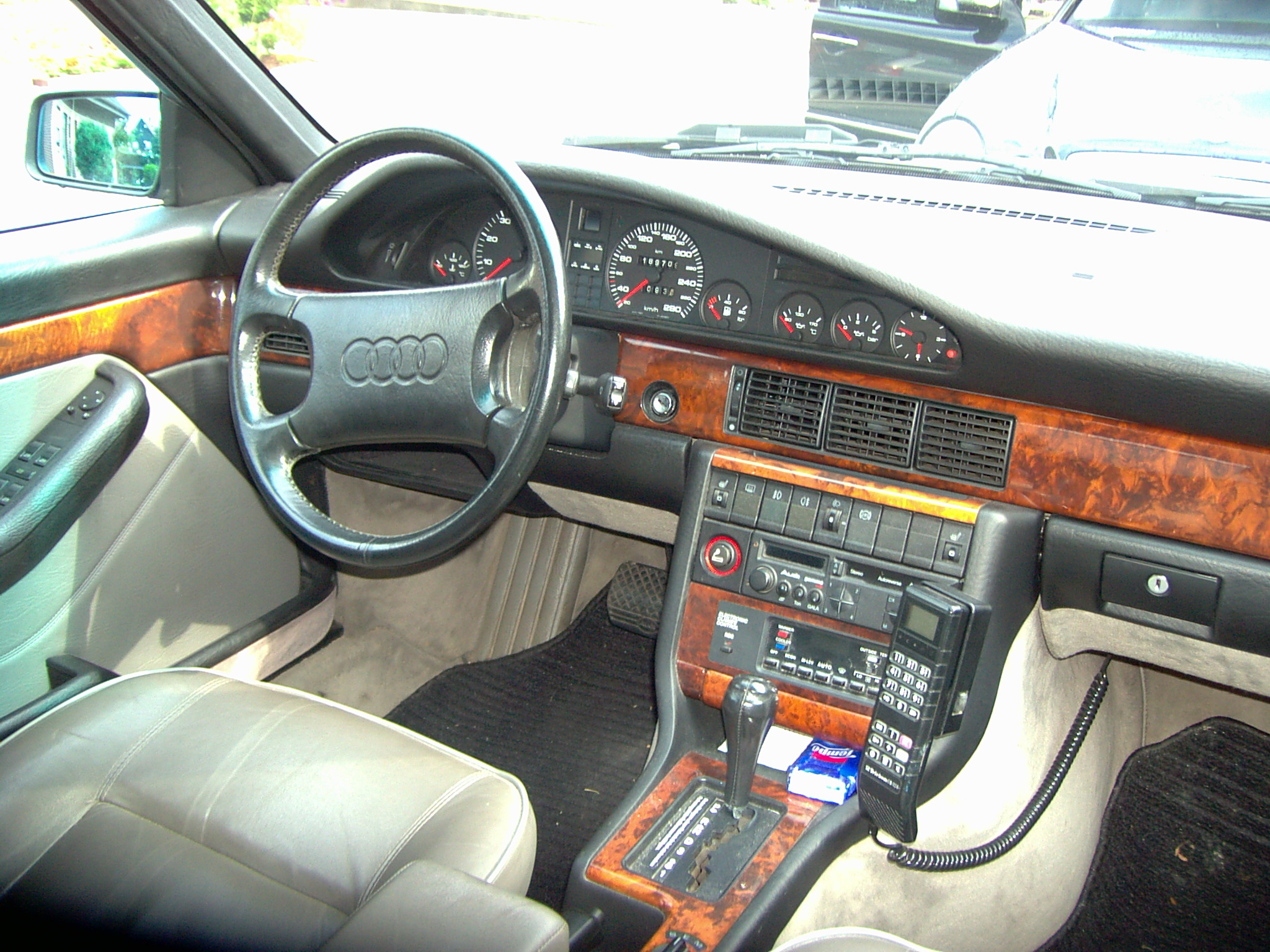
Салон
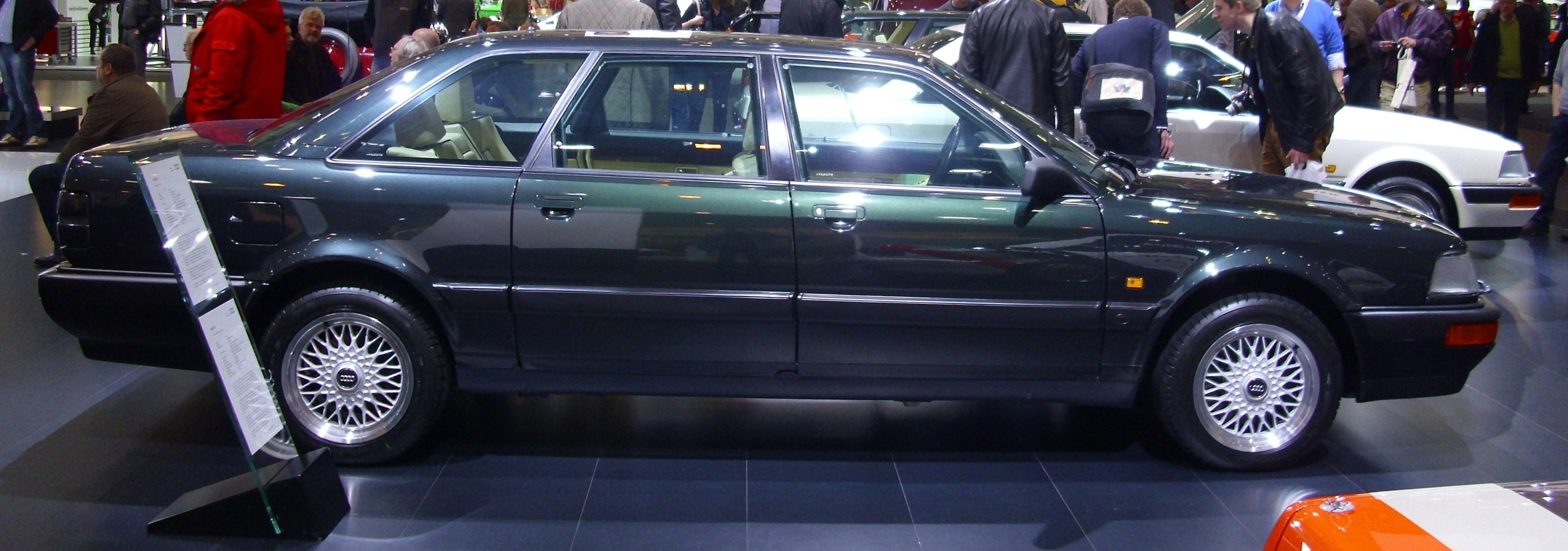
Удлинённый вариант V8 Long

## Автоспорт
Заводские команды, использующие специально подготовленные версии Audi V8, участвовали в немецком туринговом чемпионате DTM с 1990 по 1992 год. В сезонах 1990 и 1991 годов пилотам на этой модели удалось стать победителями турниров. Но по ходу сезона 1992 года выяснилось, что инженеры внесли ряд изменений в конструкцию коленчатого вала и тот более не соответствовал техническому регламенту. Организаторы чемпионата признали его использование нелегальным, команды Audi AG были вынуждены прекратить выступления в чемпионате.

## Модификации
- Audi V8 3.6 (Седан 1989)
- Audi V8 3.6 auto Седан 1989
- Audi V8 3.6 L Седан 1990
- Audi V8 4.2 Седан 1991
- Audi V8 4.2 auto Седан 1991
- Audi V8 4.2 L Седан 1991